# Don't Look Down (Martin Garrix)
Don't Look Down è un singolo del DJ olandese Martin Garrix, pubblicato il 17 marzo 2015.
Il singolo ha visto la collaborazione vocale del cantante statunitense Usher.

## Tracce
1. Don't Look Down (feat. Usher) – 3:43